# Huffmanela mexicana
Huffmanela mexicana is een rondwormensoort uit de familie van de Trichosomoididae. De wetenschappelijke naam van de soort is voor het eerst geldig gepubliceerd in 2000 door Moravec & Fajer-Avilla.